# Test komplementacji
Test komplementacji – krzyżówka dwóch mutantów mająca na celu sprawdzenie, czy dwie mutacje recesywne dotyczą tego samego genu i czy są położone w pozycji cis lub trans (stąd wynika inna nazwa - test cis trans) na tym samym chromosomie. Jest to działanie niealleliczne. 
Przykładem może być kolor oczu muszek owocowych. 
W-kolor oczu czerwony(osobnik dziki)  Se-kolor oczu sepia
P: WW Se+Se+ x SeSe W+W+                                                                                              
F1:WSe+ SeW+   w rezultacie oczy są czerwone jak u osobnika dzikiego
Innym przykładem może być krzyżowanie różnych szczepów drożdży na podłożu minimalnym, by sprawdzić czy zachodzące mutacje u osobników potomnych są alleliczne czy też nie. Jeśli potomstwo się rozwinie świadczy to o dodatnim wyniku testu komplementacji. Jeśli na podłożu nie widać rozwijających się kolonii potomnych, wynik testu komplementacji jest ujemny.
Dodatni wynik testu komplementacji (otrzymujemy potomstwo o fenotypie dzikim) mówi nam, że do mutacji doszło w różnych loci, a geny są niealleliczne. Ujemny wynik (potomstwo o fenotypie mutanta) świadczy o istnieniu mutacji w tym samym locus (badane geny są alleliczne).